# Drupadia atra
Drupadia atra är en fjärilsart som beskrevs av Druce 1896. Drupadia atra ingår i släktet Drupadia och familjen juvelvingar. Inga underarter finns listade i Catalogue of Life.